# Ольпинский, Ян Казимир
Ян Казими́р Ольпи́нский (пол. Jan Kazimierz Olpiński; 9 июня 1875, Львов — 15 сентября 1936, Львов) — польский живописец и педагог, автор пейзажей, жанровых сцен, портретов и батальных сцен.

## Биография
Родился 9 июня 1875 года во Львове, Австро-Венгрия. В 1893 году окончил Львовскую гимназию и начал обучение в Мюнхенской академии художеств, где дважды получал награды за рисунки. В 1896 году получил стипендию Фонда князя Франца Иосифа, которая в следующем году, после окончания академии, дала возможность ему продолжить обучение в Париже и в 1897—1898 годах художник учился в Национальной высшей школе изящных искусств, в мастерских Рене-Ксавье Прине, Джеймса Уистлера, Рафаэля Коллена. За отличную учёбу получил награду и серебряную медаль. Одновременно, в 1898 году, учился в Академии Коларосси, где получил диплом.
В 1899 году путешествовал по Италии и Курземе в Латвии. С 1900 года жил в Вене, где до 1905 года учился в Венской академии изобразительных искусств у Казимира Похвальского. В 1901 году получил Императорскую Почётную Награду (Kaiserpreis) за достижения в науке, в этом же году получил награду второй степени за триптих «Одиночество», экспонировавшийся на академической выставке.
В 1905 году вернулся во Львов. Вскоре поселился в Кросно, где преподавал рисование в средней школе; В 1908 году переехал в Краков. С 1909 по 1920 год жил и работал в городе Живец. В 1921 году снова переехал во Львов, где получил должность в Государственном промышленном училище на факультете искусств; с 1930 года параллельно преподавал во «Львовской политехнике».
Участвовал в выставках во Львове, Кракове, Варшаве.
Умер во Львове 15 сентября 1936 года. Похоронен во Львове на Лычаковском кладбище.
Работы художника хранятся в сборниках Национального музея в Кракове, Варшаве, Познани, Щецине и Львовской картинной галерее.

## Галерея

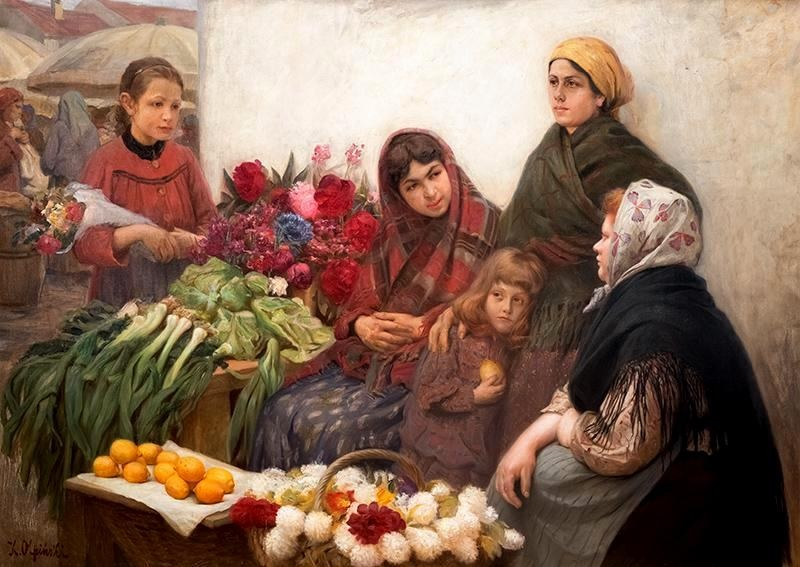
«На рынке в Живке»
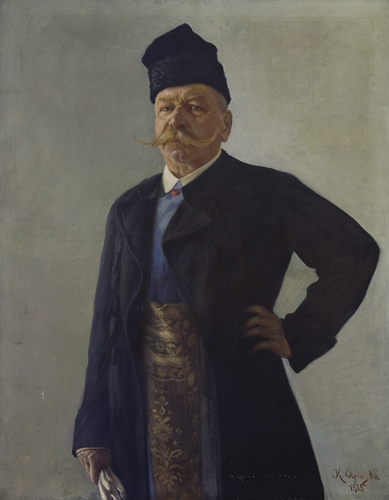
«Józef Studencki в живецком костюме»
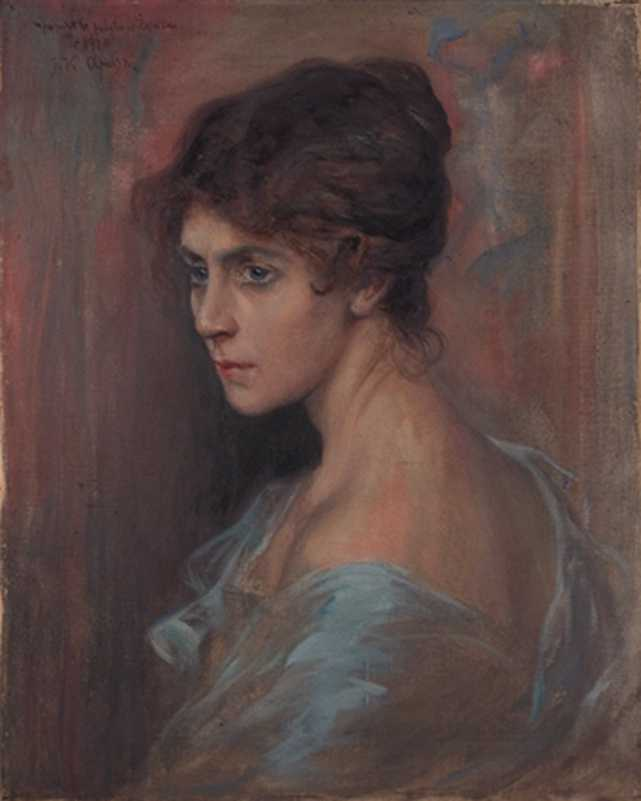
«Женский портрет»
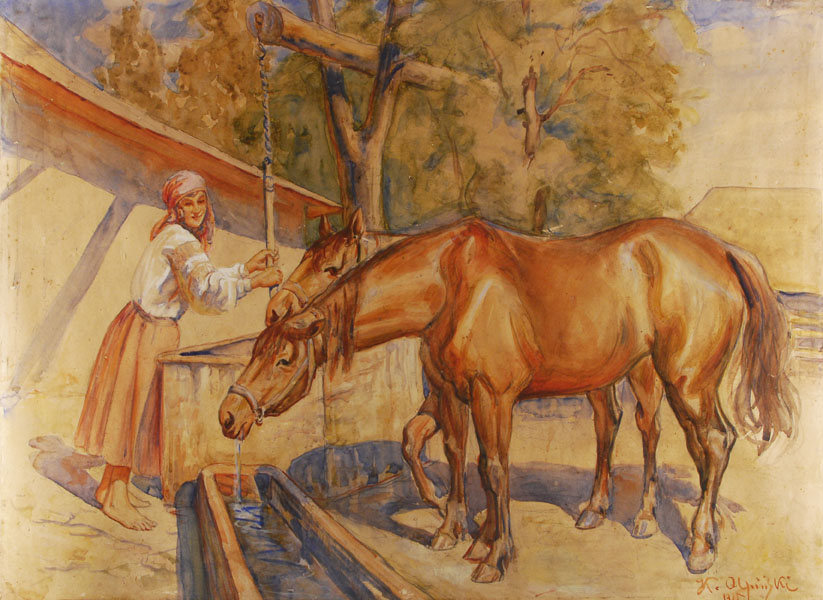
«Конь на водопое»